# Hamsa
|  | Per a altres significats, vegeu «Fàbrica Hamsa». |

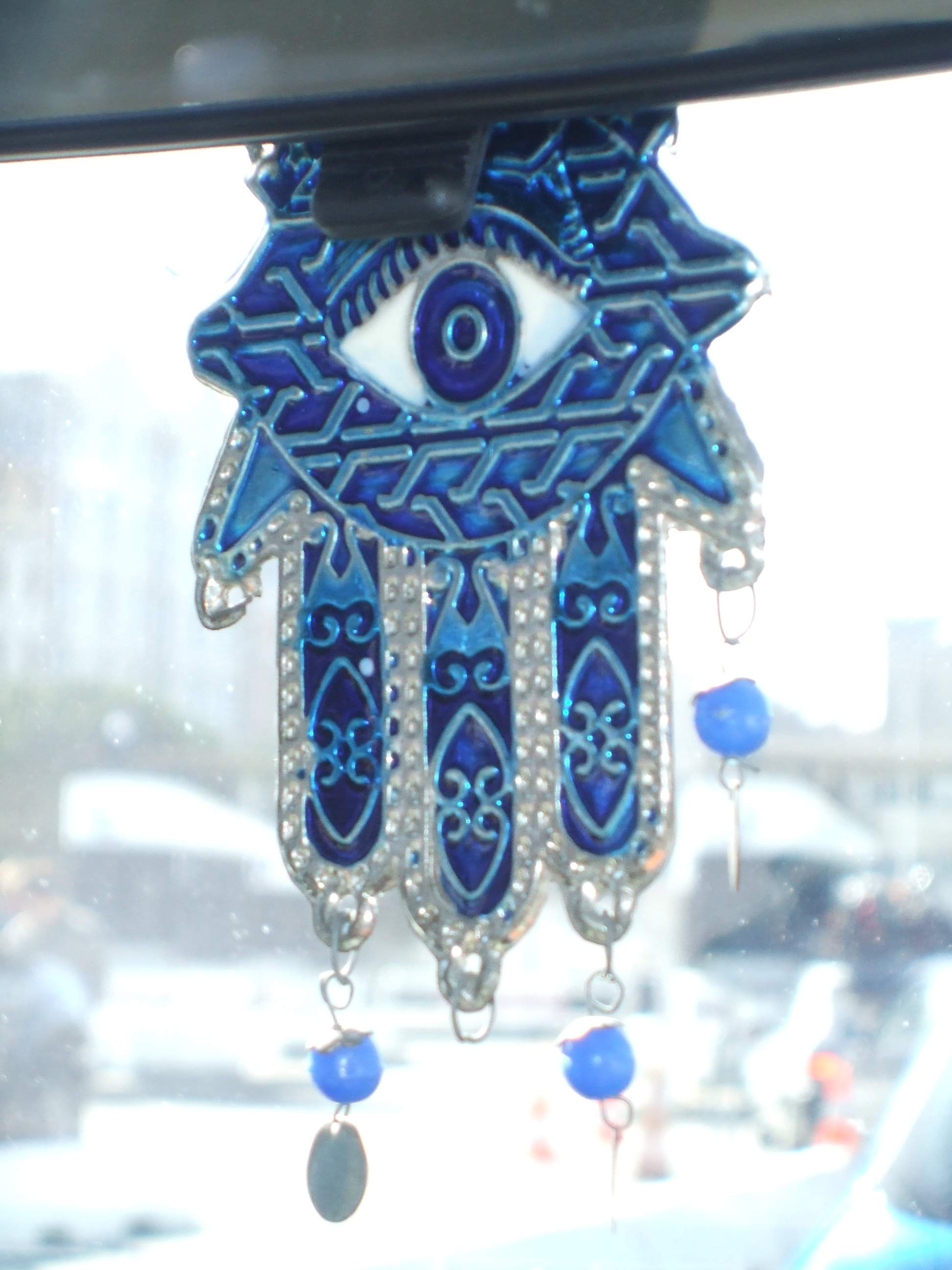
Khamsa tunisenca

El hamsa o khamsa —àrab: خمسة, ẖamsa, literalment ‘cinc’— és un símbol que consisteix en una mà amb un ull enmig. Els musulmans l'anomenen la mà de Fàtima (per Fàtima az-Zahrà, filla de Mahoma) i els jueus la mà de Míriam (per Míriam, germana de Moisès). Sembla tenir un origen púnic, com a símbol de la deessa Tanit. Actua com a amulet per protegir contra els mals esperits. Recentment hi ha qui li vol donar un altre significat: el diàleg religiós i el bressol oriental comú a l'islam i el judaisme.
Aquest símbol no s'ha de confondre amb el cigne mític (hamsa), que simbolitza puresa, seny i bellesa en l'hinduisme. Els cignes constitueixen un element important de la simbologia poètica i mítica del subcontinent indi.